# Mauricio Solís
Mauricio Solís Mora (Heredia, 13 de dezembro de 1972) é um ex-futebolista costarriquenho, que atuava como meio-campista. Seu ultimo clube foi o Herediano, que o relevou para o futebol em 1990.

## Carreira
Conhecido por seus fortes chutes de longa distância, Solís iniciou a carreira em 1990, no Herediano, onde atuou até 1996. Atuou também por Derby County, Comunicaciones (duas passagens), San Jose Clash, Alajuelense (duas passagens), OFI Creta e Irapuato.
Em 2007, Solís retornou à Costa Rica para atuar pelo Herediano, equipe que o revelou.

## Seleção
A estreia de Solís na Seleção Costarriquenha de Futebol foi em 1993, numa partida contra a Seleção Saudita de Futebol. Atuou em três torneios com Los Ticos: a Copa América de 2001, a Copa de 2002 e a Copa de 2006, onde atuou em apenas um jogo.
Abandonou a Seleção logo após o Mundial da Alemanha.